# Greene Township (Missouri)
Greene Township est un township inactif, situé dans le comté de Worth, dans le Missouri, aux États-Unis,.
Le township est baptisé en référence au général Nathanael Greene.

### Source de la traduction
- (en) Cet article est partiellement ou en totalité issu de l’article de Wikipédia en anglais intitulé « Greene Township, Worth County, Missouri » (voir la liste des auteurs).